# Frederik Anton Wedel Jarlsberg (1748-1811)
 Der er flere personer med dette navn, se Fritz Wedel Jarlsberg.
 Der er flere personer med dette navn, se Frederik Anton Wedel Jarlsberg (1694-1738).
Frederik "Fritz" Anton lensgreve Wedel Jarlsberg (født 26. juni 1748 på Jarlsberg, død 7. april 1811 i Wien) var en dansk diplomat.
Han var søn af grev Frederik Christian Otto Wedel Jarlsberg. Som yngling studerede han tre år ved Universitetet i Leipzig og blev derefter ansat ved Livgarden til Fods, hvor han i 1765 avancerede til først premierløjtnant og samme år karakteriseret kaptajn. Han blev 1773 kammerherre og fik 1774 afsked. 1776 overtog han Jarlsberg Hovedgård, men opholdt sig kun sjældent her, og engagerede sig ikke i driften. 1777 blev han Hvid Ridder (symbolum: Spes non confundit), 1790 gehejmeråd og 1804 gehejmekonferensråd.
På grund af svageligt helbred afbrød han 1779 sin militære løbebane og trådte over i diplomatiet. Fra 1779 til 1783 var han gesandt ved det neapolitanske hof, hjelmkaldtes af helbredsmæssige årsager og forflyttedes 1784 til Haag, hvor han forblev til 1788. I det følgende år erholdt han gesandtskabsposten i London, hvor han siden, alene med en afbrydelse under en længere permission 1802-1803, forblev indtil 1807. Han varetog op til Englandskrigene de svære forhandlinger med Storbritannien angående flådesager og handel uden at udvise større diplomatiske evner eller politisk dømmekraft. Han savnede opbakning fra den danske regering og var i perioder svækket af sygdom. I 1809 gik han atter ud som gesandt, denne gang til kejserhoffet i Wien. I denne stad døde han 7. april 1811.
Grev Wedel var næppe en mand uden duelighed. Men som den indgroede aristokrat og som den yderliggående reaktions ven havde han i sine forskellige stillinger vanskelig for at komme til rette med sine omgivelser. Hans sygelige tilstand synes til sine tider at have gjort ham næsten utilregnelig. Hans økonomi udartede til gerrighed, og for sin familie var han en tyran, hvis færd foranledigede de mest uhyggelige optrin.
Han ægtede 1. gang (1772) i Christiania Cathrine Storm (1756-1802), datter af stiftamtmand Caspar Herman Storm; 2. gang (1803) i Travendal komtesse Nicoline Wilhelmine von Luckner (1780-1873), datter af grev Nikolaus Luckner og grevinde Adamine Gottlobine født Wedell-Wedellsborg).